# Tony Renis

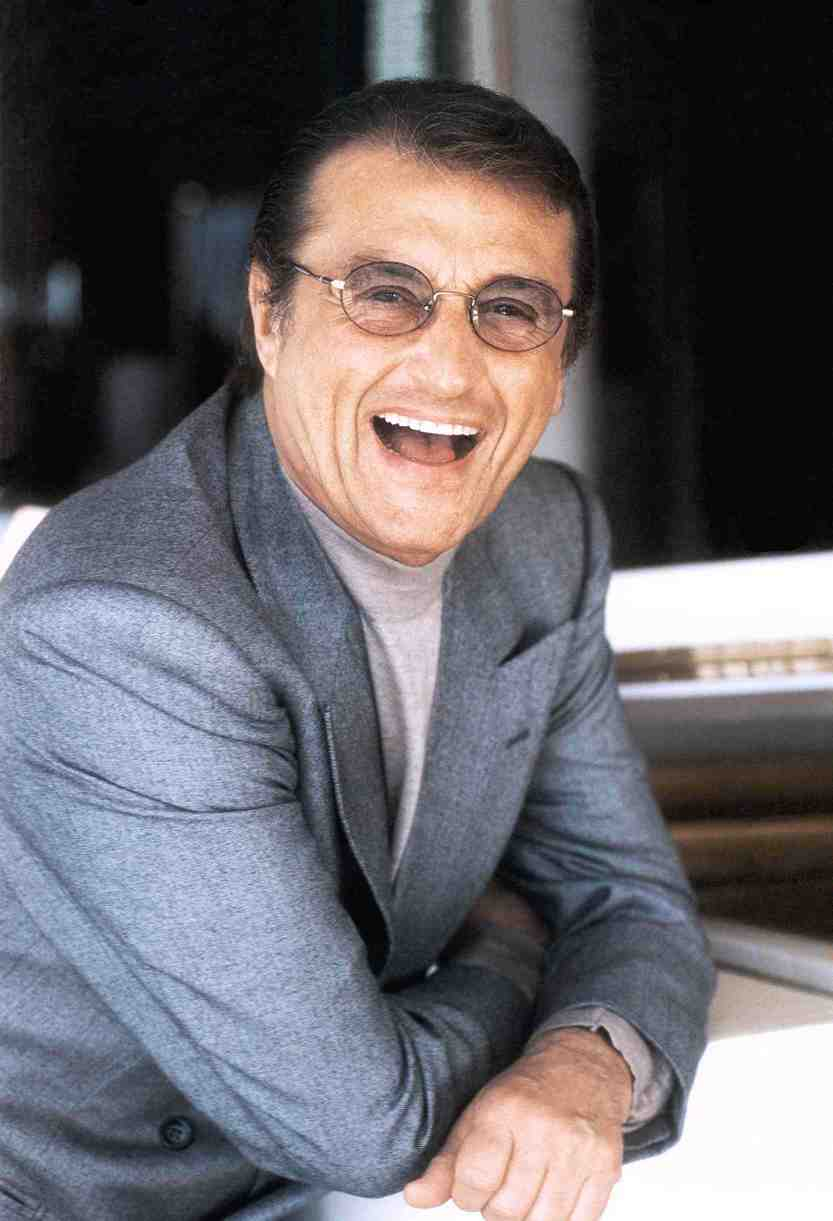
Tony Renis 2008

Tony Renis (* 13. Mai 1938 in Mailand als Elio Cesari) ist ein italienischer Sänger, Schauspieler und Musikproduzent.

## Karriere
Cesari übte sich früh in Gesang und Komposition und trat erstmals Mitte der 1950er-Jahre gemeinsam mit Adriano Celentano in Erscheinung, mit dem er in Anlehnung an Dean Martin und Jerry Lewis ein Duo bildete. Die beiden – Cesari schon unter seinem Pseudonym Tony Renis – traten regelmäßig in Mailänder Tanzlokalen auf. 1958 veröffentlichte Renis seine ersten Singles bei Combo Record von Gorni Kramer, die zumeist Coverversionen bekannter italienischer und internationaler Lieder sind. Im folgenden Jahr wechselte er zu La Voce del Padrone und gewann 1960 mit Tenerezza sogleich den Wettbewerb Sei giorni della canzone. Beim Sanremo-Festival 1961 präsentierte Renis zusammen mit Niki Davis das Lied Pozzanghere, das jedoch nicht ins Finale gelangte.
Schon 1962 kehrte der Sänger (zusammen mit Emilio Pericoli) nach Sanremo zurück. Das präsentierte Lied Quando, quando, quando erreichte im Finale den vierten Platz, später in den Charts jedoch Platz eins und entwickelte sich auch zu einem internationalen Erfolg. 1963 gewann das Lied zusätzlich den Wettbewerb Canzonissima. Im selben Jahr nahmen Renis und Pericoli erneut am Sanremo-Festival teil und gewannen diesmal mit der Single Uno per tutte. Das von Renis mitgeschriebene Lied konnte außerdem in der Interpretation von Pericoli den dritten Platz beim Eurovision Song Contest 1963 erzielen. Auch das Festival 1964 ließ Renis nicht aus, I sorrisi di sera (präsentiert zusammen mit Frankie Avalon) kam jedoch erneut nicht ins Finale. Daneben nahm er in Zusammenarbeit mit Quincy Jones die Kinderlieder Cara fatina und Lettera a Pinocchio auf. Weitere Sanremo-Teilnahmen folgten 1968 (Il posto mio mit Domenico Modugno) und 1970 (Canzone blu mit Sergio Leonardi).
Als Songwriter gelangen Renis (meist in Zusammenarbeit mit Alberto Testa) u. a. mit Quando dico che ti amo (1967, für Annarita Spinaci und Les Surfs; Platz zwei in Sanremo) und Grande, grande, grande (1972, für Mina) weitere Erfolge. Auch als Produzent konnte er sich profilieren und arbeitete etwa mit Julio Iglesias, Nikka Costa, Diana Ross oder Lionel Richie zusammen. Zeitweise lebte und arbeitete Renis in den USA. Bereits in den 1960ern trat er zudem in einer Reihe von italienischen Musikkomödien auf und spielte 1976 in einer Verfilmung von Der Schwarze Korsar mit. Mit einer Disco-Version von Quando, quando, quando (als Disco Quando) erreichte Renis 1978 ein letztes Mal die italienischen Charts. 1999 gewann er als Koautor mit dem Lied The Prayer, das in der Interpretation von Andrea Bocelli und Céline Dion den Titelsong des Films Das magische Schwert – Die Legende von Camelot bildete, einen Golden Globe und wurde für einen Oscar nominiert.
Das Sanremo-Festival 2004 betreute Renis erstmals als künstlerischer Leiter. Ein weiterer Erfolg war der Filmsong Merry Christmas in Love (aus Christmas in Love, 2005), für den er erneut für den Golden Globe nominiert wurde und den David di Donatello gewann. Als Produzent war er in den Folgejahren weiter für Andrea Bocelli und auch für das Trio Il Volo tätig.

## Diskografie

### Alben
- 1968 – Tony Renis (RCA Italiana, PSL 10435)
- 1974 – Graffiti (EMI Italiana, 3C 048-51500)
- 1976 – Tony Renis (RCA Italiana, TCL 1-1078)
- 1976 – Un grande grande grande Tony Renis (RCA Italiana - Serie Lineatre, NL 31078)
- 1989 – Le più belle di Tony Renis (EMI Italiana, 7931031)

### Singles
| Jahr | Titel Album            | Höchstplatzierung, Gesamtwochen, AuszeichnungChartsChartplatzierungen (Jahr, Titel, Album, Platzierungen, Wochen, Auszeichnungen, Anmerkungen) | Anmerkungen                                       |
| Jahr | Titel Album            | IT | Anmerkungen                                       |
| ---- | ---------------------- | --- | ------------------------------------------------- |
| 1962 | Amor amor amor         | IT10 (3 Wo.)IT | VdP, 7MQ 1708 A-Seite: Tango per favore           |
| 1962 | Quando, quando, quando | IT1 (23 Wo.)IT | VdP, 7MQ 1689 B-Seite: Blu                        |
| 1963 | Uno per tutte          | IT1 (10 Wo.)IT | VdP, 7MQ 1777 B-Seite: Le ciliegie                |
| 1963 | Bikini e tamurè        | IT14 (4 Wo.)IT | VdP, 7MQ 1819 B-Seite: Un ragazzino               |
| 1970 | Canzone blu            | IT25 (1 Wo.)IT | Numero uno, ZN 50019 B-Seite: Dove sei stata Susy |
| 1978 | Disco quando           | IT19 (7 Wo.)IT | Warner, T 17197                                   |

Weitere Singles
- 1958 – Come prima / Ti dirò (Combo Record, 5057; mit Combos)
- 1958 – Prendi quella stella / Tipitipitipso (Combo Record, 5058; mit Combos)
- 1958 – Magic Moments / Oggi o mai più (Combo Record, 5091; mit Combos)
- 1958 – Clopin clopant / Tutto è diverso (Combo Record, 5092; mit Combos)
- 1958 – Prendi quella stella / Ti dirò (Combo Record, 5093; mit Combos)
- 1959 – Nessuno al mondo / Addio Maria (VdP, 7MQ 1224)
- 1959 – Morir d’amor / Ti prego, amore (VdP, 7MQ 1229)
- 1960 – Tenerezza / Cuore in blue jeans (VdP, 7MQ 1379)
- 1961 – Pozzanghere / Lei (VdP, 7MQ 1525)
- 1961 – Piccolo indiano / 15 anni (VdP, 7MQ 1657)
- 1963 – Perché perché / Gli innamorati sono angeli (VdP, 7MQ 1776)
- 1963 – Le ciliegie / Gli innamorati sono angeli (VdP, 7MQ 1823)
- 1963 – Ti guardero nel cuore / Otto e mezzo (VdP, 7MQ 1846)
- 1964 – Sorrisi di sera / Ti chiedo scusa (VdP, MQ 1867)
- 1964 – Non sei mariù stasera / Baciamoci signorina (VdP, MQ 1882)
- 1964 – Amo Milano / Nostalgia di Milano (Oh mamma mia) (VdP, MQ 1893)
- 1964 – Cara fatina / Lettera a Pinocchio (CDI, 2001; mit Quincy Jones)
- 1965 – Il garofano rosso / Nessun’altra che te (RCA Italiana, PM 3318)
- 1967 – Quando dico che ti amo / Mi perderai (RCA Italiana, PM 3389)
- 1967 – Non mi dire mai good bye / Prima di domani (RCA Italiana, PM 3403)
- 1968 – Il posto mio / Che notte sei (RCA Italiana, PM 3439)
- 1968 – Frin frin frin / Cosa non farei (RCA Italiana, PM 3456)
- 1969 – L’aereo parte / Un ragazzo che ti ama (Numero Uno, ZN 50015)
- 1970 – Venere / Amami per favore (Numero Uno, ZN 50034)
- 1972 – Un uomo tra la folla / Grande grande grande (Numero Uno, ZN 50145)

## Filmografie
- 1961: Io bacio… tu baci – Regie: Piero Vivarelli
- 1963: Obiettivo ragazze – Regie: Mario Mattòli
- 1962: Appuntamento in Riviera – Regie: Mario Mattòli
- 1966: Irren ist tödlich (Per qualche dollaro in meno)
- 1966: Ischia operazione amore – Regie: Vittorio Sala
- 1967: Quando dico che ti amo – Regie: Giorgio Bianchi
- 1967: La ragazza del bersagliere – Regie: Alessandro Blasetti
- 1967: Non mi dire mai goodbye – Regie: Frank G. Carrol
- 1967: Per amore… per magia… – Regie: Duccio Tessari
- 1973: Blu Gang
- 1976: Der schwarze Korsar (Il corsaro nero) – Regie: Sergio Sollima